# Кевін Джойс (баскетболіст)
Кевін Джойс (англ. Kevin Joyce, 27 червня 1951) — американський баскетболіст.
Срібний призер Олімпійських Ігор 1972 року.